# Tornmyrtjärnen, Hälsingland
Tornmyrtjärnen är en sjö i Ljusdals kommun i Hälsingland och ingår i Ljusnans huvudavrinningsområde. Sjön har en area på 0,0229 kvadratkilometer och ligger 363 meter över havet. Tornmyrtjärnen ligger i Tornmyran Natura 2000-område.